# Polanowice-Poświętne-Ligota
Polanowice-Poświętne-Ligota – osiedle we Wrocławiu położone na północy miasta, w byłej dzielnicy Psie Pole. W skład osiedla wchodzą Poświętne, Polanowice oraz część Ligoty.
Polanowice-Poświętne-Ligota sąsiaduje z osiedlami Sołtysowice, Karłowice-Różanka, Lipa Piotrowska i Widawa oraz z gminą Wisznia Mała.